# Loža bratovštine sv. Petra i toranj sa satom u Kaštel Novome
Loža bratovštine sv. Petra i toranj sa satom u mjestu Kaštel Novome, Brce 3a, Grad Kaštela, zaštićeno kulturno dobro.

## Opis dobra
Loža bratovštine sv. Petra u Kaštel Novom sagrađena je 1795. godine, a toranj sata izgrađen je nešto kasnije u 19. stoljeću. Loža s tornjem omeđuje istočnu stranu središnjeg trga naselja koji se zove Brce. Izduženi trg je okružen dvokatnicama s kraja 18. st. Loža i sat su sagrađeni po uzoru na trogirske javne građevine na gradskom trgu. Toranj sa satom u sklopu s ložom tvori dominantan ali skladan kompleks koji ostvaruje izvanredan gradski karakter. Loža je pregradnjama izgubila svoj prvotni oblik ali se ipak nazire stupovlje, dok portal i krovna konstrukcija lože zadržavaju u većoj mjeri svoj prvotni izgled.

## Zaštita
Pod oznakom Z-3586 zavedena je kao nepokretno kulturno dobro - pojedinačno, pravna statusa zaštićena kulturnog dobra, klasificirano kao "javne građevine".